# Focke-Wulf Fw 44
Focke-Wulf Fw 44 Stieglitz е едномоторен двуместен учебно-тренировъчен биплан, известен в България с наименованието „Щиглец“ и „Врабче“. Пригоден е както за първоначално обучение, така и за тренировки и изпълнение на фигури от висшия пилотаж. Произвеждан е от немската фирма Focke-Wulf. Това е тренировъчен самолет за обучение и тренировка на ВВС на Германия и е приет и използван за обучение на летците от Въздушните на Негово Величество войски в България.

## История
FW 44 е част от проектите на немския самолетостроител инж. Курт Танк (Kurt Tank) (1898-1983). През 1931 г. постъпва във Фоке-Вулф като ръководител на конструкторите и през пролетта на 1932 г. се провежда полета на прототипа. Летателните тестове се провеждат лично от конструктора Танк. Самолетът има много добри характеристики, добра маневреност и предизвиква интерес всред пилотите майстори на висшия пилотаж и въздушна акробатика. Летците Ернст Удет (Ernst Udet), Герд Ахгелис (Gerd Achgelis) и Емил Кропф (Emil Kropf) помагат много FW 44 да се подобри и да стане много добра машина. През юни 1933 година самолетът е одобрен за производство във Ваймар от Герд Ахгелис, който тясно е свързан с компанията Focke-Wulf и участва в рекламирането на самолета чрез едно турне в САЩ.

## Конструкция
- Тип – двуместен едномоторен биплан предназначен за първоначално обучение, тренировка и висш пилотаж. Изпълнен е по класическа бипланна схема-двигател с теглещ въздушен винт отпред, фюзелаж с оперение с хоризонтален и вертикален стабилизатор.
- Крила – класическа бипланна схема. Горното крило е високо над фюзелажа и е окачено на N- стволови стойки, долното е изместено назад. Крилата са еднакъв размер и конструкция изработени от дървесина. Долната част е с обшивка от шперплат, горната страна с плат. Всяка половина от крилата са свързани помежду си с N-стволови стойки. С кръстосано кабелно натягане със стоманени въжета допълнително се стабилизират двойката полукрила. Елерони има в горното и в долното крило. Не са вградени клапи за кацане.
- Фюзелаж – изграден от заварени стоманени тръби с напречни рамки за оформяне на профила на корпуса и с обшивка от плат.
- Оперение – нормално, изработено от метал, кормилата с обшивка от тъкан. Хоризонталното кормило е аеродинамично балансирано.
- Шаси – използвана е триопорна схема на колесника с опашно колело. Основните колела на колесника са с хидравлични амортисьори.
- Двигател – 7-цилиндров звездообразен двигател с вътрешно горене, Siemens Sh 14 А с обем 7,7 литра. Този двигател се предлага в две версии: SH 14 А със 110 kw/150 hp и коефициент на компресия 5.3:1, както и SH 14 А-4 със 160 hp при компресия 6:1. Двигателят задвижва двулопатен дървен въздушен винт с фиксирана стъпка и размер 2,25 m в диаметър. Самолетът има резервоари за 135 литра гориво.
- Кабина – открита и разполага с две тандемно разположени места за екипажа. И двете места са оборудвани с органи за управление и контролно измерителни уреди.

## Варианти на изпълнение
- Fw 44 А прототип. След полети за тестване на модела от инж. Курт Танк, поради силни вибрации в оперението се налага корпуса да е удължен с 0,69 метра, за да се постигне по-добро надлъжна стабилност и да се премахнат турбуленциите в опашката.
- Fw 44 B и малка серия от Fw 44 C се произвеждат с четирицилиндров редови двигател с въздушно охлаждане Argus As 8 и мощност l01 kw/135 hp. Поради формата си, конструкцията на фюзелажа в носа е по-тясна и с по-аеродинамична форма. Във Focke-Wulf са построени 120 броя.
- Fw 44 C / D / E / F с тези варианти започва широкомащабно производство на самолета през 1934 г. Има незначителни промени в конструкцията за различните варианти. Вариантите B/E се произвеждат с двигател Argus As 8, но е заменен със 7-цилиндров звездообразен (радиален) двигател с въздушно охлаждане Сименс Sh 14 A (Siemens Sh 14 A) с мощност 110 kw/150 hp. Има и малки промени в конструкцията на базовия модел С – във вариант D се поставя багажно отделение зад пилотската кабина и нов изпускателен колектор. Във вариант F се поставя опашно колело вместо използваното рило. От началото на 1936 г. се използва двигател Сименс Sh 14 А-4 с мощност 118 kw/160 hp. Поради голямото търсене на Fw 44, част от производството под формата на лиценз е предадено на други фирми – Bücker Flugzeugbau, Siebel. Има както цивилни, така и военни доставки. Военновъздушните сили получават общо 1588 самолета. [1]
- Fw 44 J е вариант произвеждан предимно за износ. Базов е вариант С. Самолети са изнесени за Боливия, Чили, Турция, Румъния, България, Китай, Финландия, и Словакия. В Аржентина, Бразилия и Швеция, машината е произвеждана по лиценз.
- Fw 44 Ме модел тестван с американски двигател Menasco С 4 S, 110 'kw/150 hp през 1937 г.

## Технически характеристики Fw 44 J
| Характеристика            | Показател         |
| ------------------------- | ----------------- |
| Производител              | Focke-Wulf        |
| Екипаж                    | 2                 |
| Двигател                  | Siemens Sh 14 A 4 |
| Мощност                   | 118 kw/ 160 hp    |
| Разпереност               | 9 m               |
| Дължина                   | 7,30 m            |
| Височина                  | 2,80 m            |
| Площ на крилото           | 20 m2             |
| Маса празен               | 565 kg            |
| Маса максимална           | 875 kg            |
| Максимална скорост        | 185 km/h          |
| Далечина на полета        | 550 km            |
| Максимална скороподемност | 17,50 m/s         |
| Таван                     | 3900 m            |